# Soussoule Sanozil
Soussoule Sanozil Guerrier, née le 2 février 1991 en Haïti, est une autrice et éditrice.

## Biographie
Soussoule Sanozil naît le 2 février 1991 à Labiche, dans la section communale de Cavaillon à Haïti. Elle a commencé des études de droit à la faculté de droit et des sciences économiques de l'université de Port-au-Prince.  
Marquée dans sa jeunesse par les contes haïtiens de Bouqui et Malice, elle commence à écrire à partir de 2011, après avoir suivi un atelier d’écriture de littérature jeunesse animé par Paula Clermont Péan. 
En 2018, elle signe son premier livre de littérature jeunesse, Le Voyage de Calou et autres histoires, qui réunit cinq nouvelles qui évoquent notamment les thématiques de solidarité, d'espoir et de courage.  
En 2020, elle publie Sipòte, qui illustre les problématiques du droit à l'éducation et des droits de l'enfant en Haïti, et plus spécifiquement le phénomène des reste-avec illustré par le personnage de Ti Sentaniz, en mettant en scène deux petites filles, Sipòte et Reziyen, réduites à la domesticité au lieu d'aller à l'école à la mort de leur mère,. 
En 2022, elle présente son texte Kolibri au salon du livre haïtien organisé par l’association Haïti Futur à Paris. Le récit est un conte écrit en créole puis traduit en anglais dans le souci d’amener les petits enfants haïtiens vivant en terre étrangère à connaître leurs histoires, leurs mœurs et à partager l’imaginaire collectif du terroir. L’histoire est tirée d’une chanson haïtienne traditionnelle créole : Fiyèt Lalo.
Elle est mariée et mère d'un enfant.

## Tchatcha Édition
En février 2022, après avoir constaté l'absence de littérature jeunesse qui représente la culture, les coutumes, et les mœurs, haïtiennes, elle crée Tchatcha Édition, consacrée à la littérature jeunesse et en plusieurs langues : créole, français, anglais, espagnol (lancement officiel en septembre 2022), afin d'encourager les jeunes à la lecture. D’où son appellation : Tchatcha, du nom d'un instrument toujours présent dans la vie des Haïtiens, et surtout à chaque célébration de carnaval.
Le premier livre qui a été publié chez Tchatcha Édition est Kolibri.

## Œuvres
- Le Voyage de Calou, Legs Éditions, 2018[3]
- Sipòte, Éditions Freda, 2020[4]
- Kolibri, Tchatcha Édition, 2022